# 야모토 유마
야모토 유마(일본어: 矢本 悠馬, 1990년 8월 31일 ~ )는 일본의 배우이다. 교토부 출신으로 주식회사 CHARACTER에 소속되어 있다.

## 생애 및 경력
교토에서 태어난 후, 4살부터 약 1년간은 아버지의 직장 관계로 미국 로스앤젤레스에서 살았다. 그때는 장난감 가게 아저씨와 간단한 영어로 대화하며 장난감을 사곤 했다고 하지만, 본인은 전혀 기억이 없으며 영어는 하지 못한다. 로스앤젤레스에 있을 때는 TV에서 방영되던 마블 작품의 애니메이션에 빠졌으며, 그 외에도 일본의 특촬 히어로물이나 액션 계열의 애니메이션 등을 보았다. 당시의 장래 희망은 "(마블 작품의 주인공 중 한 명인) 스파이더맨이 되는 것"이었다.
귀국 후 초등학생 시절에는 아버지가 빌려온 예능 프로그램이나 코미디 계열 작품의 비디오를 보게 되었다. 이로 인해 예능에 관심을 가지게 되었고, 한때는 "장래에 만담가가 되고 싶다"고 생각했다고 한다. 이 시기에는 코미디 외에도 가끔 액션 영화를 보았지만, 드라마를 보는 습관은 없었고 배우 일에는 관심이 없었다.
초등학교 6학년 때, 어머니로부터 귀신의 집에 초대받아 기쁘게 따라갔지만, 그곳은 영화 《보쿤치》의 오디션 현장이었다. 속은 것에 화가 난 채로 오디션을 보았고, 스태프가 건넨 대사를 짜증을 내며 읽었다. 또한, 최종 오디션에서는 연기자인 미즈키 아리사, 마키쿠라 히토와 대사를 주고받을 때, 주머니에 손을 넣은 채 반말로 이야기했다고 한다. 하지만 이러한 행동이 스태프에게 인상적으로 보였고, 역할의 이미지에 맞아떨어져 합격하게 되었다.  그렇게 2003년 이 영화에서 주인공의 동생인 이치타 역으로 아역 데뷔를 했다.
의도치 않게 스크린에 데뷔했기에 그 작품으로만 끝날 예정이었으나, 중학교 1학년이 될 무렵 집으로 걸려온 출연 의뢰 전화에 부모가 마음대로 승낙했다. 이로 인해 NHK 연속 TV 소설 《테루테루 가족》에 출연했지만, 부모에게 "이제 연예계 일은 앞으로 절대 하지 않겠다!"라고 전했고, 그 후로는 학교생활을 즐겼다. 중고등학교 시절은 "멍하니" 살았다고 한다. 고등학교 졸업 후의 진로를 고민할 때쯤, 부모로부터 "어떤 학교든 다녔으면 좋겠다. 연극 학교는 어떠니?"라는 제안을 받았다. 같은 중학교에서는 일등 불량아와 야모토만이 추천 입시로 시험을 보았다. 하지만 "그럼, 가볼까" 정도의 마음가짐으로 결코 의욕적이지는 않았다. 이 시점에서도 배우가 될 생각은 없었지만, 다른 하고 싶은 일이 없었기에 2년제 배우 전문학교에 진학했다.
2학년 때(21세), 같은 반 친구가 "오토나 게이카쿠"의 오디션을 본다는 말을 듣고, 가벼운 마음으로 함께 참가해 합격하여 전문학교 졸업 후, 2011년부터 연구생이 되었다. 합격 직후에는 예능을 중요시하는 극단에 들어갈 수 있어서 적잖이 기뻐했다. 하지만, 극단원들의 무대 연습을 처음 견학했을 때, "그저 예능을 좋아하는 자신"과 "무대 위에서 웃음을 이끌어내는 프로" 사이의 차이를 목격하고 좌절을 맛보았다. 그러나 "모처럼 배우로서 첫걸음을 내딛을 기회를 받았는데 망치는 것은 아까울 것 같다"고 다시 생각하고, 연습장에 다니며 견학을 계속했다.
전문학교를 졸업한 2011년의 4월, 연극 《우먼리브 시리즈》에 출연하여 매일 선배들로부터 지적을 받는 가운데 "언젠가는 보여주고 말겠다"는 마음이 자라났다. 다양한 오디션을 거친 결과, 다음 해에는 드라마나 영화(작품에 따라서는 주요 배역의 한 명으로) 여러 작품에 출연할 수 있게 되었다. 2012년에 같은 연구생인 아오야마 쇼코, 이노우에 나오, 스가이 나호와 함께 "극단 코마츠나"를 창립했다. 2015년, 《부스와 야수》(후지 TV)에서 연속 드라마 첫 주연을 맡았다. 2016년, 소니 뮤직 아티스츠로 이적했다.
2023년 12월 31일, 소니 뮤직 아티스츠를 퇴사했다. 2024년 1월, 주식회사 CHARACTER를 설립했다.

## 출연 작품

### 영화
- 2017년 너의 췌장을 먹고 싶어 - 미야타 카즈하루 역
- 2021년 극장판 카케구루이2: 절체절명의 러시안 룰렛 - 키와타리 준 역

## 사생활
- 배우 마미야 쇼타로와는 후지 TV 토드라 《수구 양키스》에서 공동 출연한 이래, 서로를 "야모토", "마미야"라고 불렀지만, 술자리를 계기로 서로 "유마", "쇼타로"라고 부르게 되었다.[9]

- 2019년 1월 27일, 일반인 여성과의 결혼과 아내의 임신을 발표했다.[10] 같은 해 7월에 첫째 딸의 탄생을 발표했다.[11]

## 주해
1. ↑  이 작품은 가난한 가족의 이야기로, 어머니가 마음대로 집을 팔아버려 살 곳이 없어지는 바람에 아이는 계속해서 짜증을 내고 불쾌해하는 역할이었다. 또한, 야모토 본인은 평소 학교에서 친구들을 놀리는 입장이었기 때문에, 합격했을 당시 "영화에 출연한다는 게 알려지면 친구들한테 놀림 받겠지, 최악이야..."라고 생각했다고 한다.[1]。